# AbbVie
AbbVie Inc. er en amerikansk biopharma-virksomhed. Den blev etableret i 2013 som et virksomheds-spin-off fra Abbott Laboratories.